# Volkswagen Group
Volkswagen Group nebo německy Volkswagen AG je jeden z největších světových automobilových koncernů, do něhož kromě jiných společností patří značky: Volkswagen, Škoda Auto, Audi, Bentley, Bugatti Automobiles, Porsche, Lamborghini, MAN, Scania, SEAT, Cupra, Volkswagen Užitkové vozy, Navistar International a Ducati. Předsedou devítičlenného představenstva akciové společnosti je Oliver Blume.
Tento německý koncern se v posledních letech[kdy?] zaměřuje, kromě svého hlavního evropského trhu, především na Spojené státy americké a Čínu (Volkswagen Group China). V minulosti patřily do skupiny Volkswagen i značky: Auto Union, DKW, Horch, NSU a Wanderer.

## Zastoupení vlastníků skupiny
Následující tabulka zachycuje procentuální zastoupení vlastníků skupiny Volkswagen Group v procentech kapitálového podílu a hlasovacích práv (stav k 31. 12. 2021).
| Vlastník                     | % hlasovacích práv | % kapitálu |
| ---------------------------- | ------------------ | ---------- |
| Porsche Automobil Holding SE | 53,3 %             | 31,4 %     |
| spolková země Dolní Sasko    | 20,0 %             | 11,8 %     |
| Qatar Holding                | 17,0 %             | 10,5 %     |
| ostatní                      | 9,7 %              | 46,3 %     |

## Výrobní závody
Volkswagen Group se všemi svými značkami disponuje na pěti kontinentech více než 120 výrobními závody. Největší počet sídlí v Evropě, na druhém místě je Asie, na třetím Jižní Amerika, na čtvrtém Severní Amerika a na posledním pátém místě Afrika

### Internetové zdroje
1. Portrait & Production Plants | Volkswagen Group. Volkswagen Group Homepage [online]. Copyright © Volkswagen AG 2022 [cit. 27.02.2022]. Dostupné z: https://www.volkswagenag.com/en/group/portrait-and-production-plants.html Archivováno 11. 1. 2022 na Wayback Machine.